# Ambrogio Beretta
Ambrogio Beretta (Saronno, 3 marzo 1905 – Rivoli, 18 febbraio 1988) è stato un ciclista su strada italiano.

## Carriera
Nato nel 1905 a Saronno, in provincia di Varese, da dilettante vinse il Piccolo Giro di Lombardia nel 1927, mentre nel 1928 fu campione italiano nella corsa in linea Dilettanti e conquistò la Coppa Giachetti.
Nel 1928, a 23 anni, passò alla Legnano, con la quale partecipò al Giro d'Italia, arrivando 55º, e al Giro di Lombardia, piazzandosi 4º.
Nello stesso anno prese parte ai Giochi olimpici di Amsterdam 1928, terminando 29º nella corsa individuale in 5h17'38" e 4º nella corsa a squadre (dove venivano sommati i tempi dei ciclisti della stessa nazione ottenuti nella corsa individuale) con il tempo di 15h33'12".
Nel 1929 partecipò di nuovo al Giro d'Italia, chiudendo 17º, e prese parte alla Milano-Sanremo, arrivando 11º. Chiuse la carriera al termine della stagione, a 24 anni.
Morì nel 1988, a 82 anni.

## Palmarès
- 1927 (dilettanti)

Piccolo Giro di Lombardia
- 1928 (dilettanti)

Campionati italiani, In linea Dilettanti
Coppa Giachetti

## Piazzamenti

### Grandi Giri
- Giro d'Italia

1928: 55º
1929: 17º

### Classiche monumento
- Milano-Sanremo

1929: 11º
- Giro di Lombardia

1928: 4º

### Competizioni mondiali
- Giochi olimpici

Amsterdam 1928 - A squadre: 4º
Amsterdam 1928 - In linea: 29º